# Giác mạc
Giác mạc (tiếng Anh: Cornea) là phần trước trong suốt của mắt bao gồm mống mắt, đồng tử và tiền phòng. Giác mạc với tiền phòng và ống kính, ánh sáng khúc xạ, với giác mạc chiếm 2/3 năng lượng quang của mắt. Ở người, năng lượng khúc xạ của giác mạc xấp xỉ 43 dioptre. Giác mạc có thể được tạo hình lại nhờ phẫu thuật LASIK.